# Tarnac
 Tarnac  (en occitano Tarnac) es una comuna y población de Francia, en la región de Lemosín, departamento de Corrèze, en el distrito de Ussel y cantón de Bugeat.
Su población en el censo de 2008 era de 322 habitantes.
Está integrada en la Communauté de communes Buget-Sornac-Millevaches au Coeur .

## Demografía
| 411 | 546 | 506 | 472 | 403 | 356 | 322 |
| Para los censos de 1962 a 1999 la población legal corresponde a la población sin duplicidades (Fuente: INSEE [Consultar]) |     |     |     |     |     |     |